# Espoir FC de Mutimbuzi
Espoir Football Club de Mutimbuzi is een Burundese voetbalclub uit de hoofdstad Bujumbura. Ze komen uit in de Premier League, de hoogste voetbaldivisie van Burundi.